# Сперанский, Валентин Сергеевич
Валентин Сергеевич Сперанский (30 июля 1925, Поливановка — 2 июня 2015, Саратов) — советский и российский учёный-анатом, доктор медицинских наук, профессор, заведующий кафедры анатомии человека Саратовского государственного медицинского университета (1967—1996).

## Биография
Родился 30 июля 1925 года в селе Поливановка, ныне — часть города Саратов. Проживал в селе Бекетовка возле Сталинграда (сейчас Волгоград).
После окончания школы поступил в Сталинградский медицинский институт и в 1948 году окончил его с отличием. После окончания учёбы поступил в аспирантуру на кафедру анатомии человека, где под руководством профессора Сергея Николаевича Касаткина, заслуженного деятеля наук РСФСР, в 1951 году защитил кандидатскую диссертацию по теме «Непостоянные швы и непостоянные кости мозгового черепа в рентгеновском изображении».
В 1964 году защитил докторскую диссертацию на тему «Лёгочные кровеносные сосуды человека и некоторых млекопитающих животных в связи с общим строением лёгких», а в 1966 году получил звание профессора.
В 1967 году был приглашен заведующим кафедрой анатомии человека Саратовского медицинского института (ныне — Саратовский государственный медицинский университет), занимал эту должность 29 лет — до 1996 года. В 1967—1979 годах был деканом вечернего отделения. В 1996 году оставил должность заведующего кафедры, но продолжил работу в качестве профессора кафедры до 2013 года.
Вёл активную работу в рамках Всероссийского научного общества анатомов, гистологов и эмбриологов, членом правления и президиума которого он состоял более 20 лет. В 1979 году он был избран почётным членом этого общества.
Валентин Сергеевич умер 2 июня 2015 года в возрасте 89 лет, похоронен на Елшанском кладбище Саратова.

## Семья
Отец — Сергей Степанович Сперанский (1891—1952), окончил Варшавский университет, работал учителем в Сталинграде, в 1950 году репрессирован и в 1952 году умер в Карлаге, реабилитирован в 1964 году.
Мать — Нина Дмитриевна Никольская (1893—1973), врач, окончила Московские высшие женские курсы, медицинский факультет; её брат — Всеволод Дмитриевич Никольский, химик, участник атомного проекта.
Брат — Леонид Сергеевич Сперанский, врач, кандидат медицинских наук, работал на кафедре оперативной хирургии в Волгоградском медицинском институте.
Жена — Нина Ивановна Малолетнова (1925—1996), врач-невропатолог, гистолог, кандидат медицинских наук.
Дети — Вера — врач-стоматолог, кандидат медицинских наук. Елена — врач-невропатолог, кандидат медицинских наук. Алексей — работал врачом-рентгенологом.

## Научная деятельность
Является автором 264 научных публикаций и учебно-методических пособий, а также автором 42 статей по анатомии в Большой и Малой медицинских энциклопедиях и одним из авторов «Энциклопедического словаря медицинских терминов».
Основные направления научной деятельности В. С. Сперанского — медицинская краниология, ангиология, история медицины, методологические и методические вопросы преподавания анатомии. Созданная им краниологическая школа является одной из ведущих в России, и получила признание также за ее рубежами.
Сперанский является автором множества учебно-методических пособий по анатомии: спланхнология и центральная нервная система, сердечно-сосудистая система, железы внутренней секреции, периферическая и автономная части нервной системы, органы чувств.
Под руководством Сперанского защитили докторские диссертации Г. Д. Бурдей, Е. Б. Косягина, Г. А. Добровольский, А. А. Зайченко (работавшие в дальнейшем профессорами кафедры) и В. Н. Николенко (в дальнейшем получивший должность заведующего кафедрой анатомии в Саратовском медицинском университете, а позже — заведующего кафедрой анатомии в Сеченовском университете). Кандидатские диссертации защитили Ю. А. Гладилин, О. А. Гладилина, В. П. Савинков, А. И. Зайченко, В. Н. Кирсанов, В. А. Осипова, О. А. Рагимова, В. Н. Николенко, А. А. Зайченко, О. Ю. Алёшкина (с 2010 года — заведующая кафедрой анатомии Саратовского медицинского университета), О. В. Калмин, Т. М. Загоровская, Е. А. Анисимова., Е. В. Бондарева и Л. В. Музурова.

## Награды и признание
- Именной диплом премии имени академика В. П. Воробьева АМН СССР (1980) за монографию «Форма и конструкция черепа» (1980), написанную в соавторстве с А. И. Зайченко.
- Диплом первой степени Министерства здравоохранения России за монографию «Зарубежные и отечественные анатомы» (1977), написанную в соавторстве с профессором А. Н. Алаевым.
- Заслуженный деятель науки Российской Федерации (1981).
- Почётный член Всероссийского научного общества анатомов, гистологов и эмбриологов (1979).